# Saint-Nizier-le-Désert

Saint-Nizier-le-Désert este o comună în departamentul Ain din estul Franței.